# William de Vesci

Stemma di William de Vesci quando ancora non era barone.

William de Vesci, Vescy o Vessy (Alnwick, 19 settembre 1245 – Malton, 19 luglio 1297), è stato un nobile inglese, pretendente al trono di Scozia durante la Grande causa.

## Biografia

### Origini
Era il figlio secondogenito di William de Vesci, un nobile dell'Inghilterra settentrionale, e di sua moglie Agnes de Ferrers. Suo nonno, William de Ferrers, essendo conte di Derby era uno degli uomini più ricchi e in vista del regno d'Inghilterra, e lasciò ad ognuna delle sue figlie (compresa Agnes, madre di William) vaste proprietà, soprattutto in Irlanda, che andarono ad ingrossare il patrimonio familiare.
Durante la seconda guerra dei baroni i Vesci si schierarono con gli insorti, e William protesse Gloucester dalle truppe del principe Edoardo. Quando però nel 1265 i capi ribelli vennero uccisi i Vesci fecero atto di sottomissione alla Corona, e presto William entrò direttamente al servizio del nuovo re Edoardo I. Tra il 1277 e il 1282 combatté in Galles, mentre nel 1285 divenne sceriffo per la zona a nord del fiume Trent.
Lui e il fratello maggiore John fondarono assieme l'abbazia di Watton, e quando quest'ultimo morì nel 1289 senza figli William ereditò titoli e ricchezze.

### Pretendente al trono di Scozia

Stemma di William de Vesci una volta titolato.

Nel 1290 morì Margherita, regina di Scozia, portando all'estinzione il casato dei Dunkeld. In assenza di un erede certo, i signori scozzesi indissero una contesa per il trono invitando chiunque potesse vantare diritti dinastici a prendervi parte. Tra i numerosi contendenti ci fu anche William de Vesci: suo nonno Eustace de Vesci aveva infatti sposato Margherita, una figlia illegittima di re Guglielmo I di Scozia.
Essendo una discendenza illegittima c'erano assai poche probabilità che la sua candidatura potesse avere successo. Lui stesso doveva esserne consapevole, poiché poco prima che l'arbitrio venisse risolto da Edoardo I d'Inghilterra ritirò spontaneamente il suo reclamo.

### Lord luogotenente d'Irlanda
Svanita la possibilità di divenire re di Scozia, William de Vesci preferì concentrarsi su altro. Nello stesso periodo infatti era morta anche sua madre Agnes, lasciandogli i vasti possedimenti irlandesi, tra i quali anche la contea di Kildare. La sua nuova posizione era così importante che re Edoardo lo nominò nel settembre 1290 lord luogotenente d'Irlanda.
La sua condotta però non dovette essere irreprensibile, perché già dal 1293 cominciarono ad arrivare al re lamentele nei suoi confronti. La situazione peggiorò l'anno successivo con lo scoppio di una faida col nobile locale John Fitzthomas, poiché entrambi cercavano di impossessarsi della regione del Connaught. Fitzthomas lo accusò di star complottando contro il re, e di conseguenza William de Vesci gli fece causa per diffamazione.
Re Edoardo convocò infine i litiganti davanti a sé il 21 aprile 1294, e mentre de Vesci si presentò armato di tutto punto e pronto a sostenere un duello, Fitzthomas non si fece vedere e perse di conseguenza la causa.

### Ultimi anni e morte
Re Edoardo, non fidandosi comunque di de Vesci, gli revocò il titolo di lord luogotenente d'Irlanda, rendendolo nuovamente sceriffo del Trent. Nel 1295 venne convocato dal parlamento inglese, poi partecipò alla guerra in Guascogna.
Rientrato in Inghilterra, all'inizio del 1297 lo raggiunse la notizia della morte dell'unico figlio legittimo John mentre combatteva in Galles. Prostrato, tentò di legittimare un suo omonimo figlio illegittimo per non disperdere il patrimonio familiare, vendendo molte sue terre al re e al vescovo Anthony Bek. Questi tentativi però non funzionarono, perché William de Vesci morì quello stesso anno. Vent'anni più tardi, dopo la morte dell'ultimo figlio alla battaglia di Bannockburn, le sue terre irlandesi furono concesse al suo antico rivale Fitzthomas.

## Discendenza
William de Vesci sposò Isabel de Periton, che gli diede un solo figlio:
- John de Vesci (1269-1297), sposato con Clemence, dama di compagnia della regina Eleonora d'Inghilterra, premorto al padre.

Ebbe anche un figlio illegittimo dalla sua amante gaelica Dervorguilla Macarthy, William de Vesci di Kildare, che ereditò quel che rimaneva del patrimonio familiare e che morì nel 1314 combattendo a Bannockburn.

## Ascendenza
|                                        |                                       |                                            | Genitori                                |  |  | Nonni |  |  | Bisnonni         |  |  | Trisnonni        |  |
|                                        |                                       |                                            |                                         |  |  |       |  |  | William de Vesci |  |  | Eustace FitzJohn |  |
|                                        |                                       |                                            |                                         |  |  |       |  |  | William de Vesci |  |  | Eustace FitzJohn |  |
|                                        |                                       | Agnes FitzNeel                             |                                         |  |  |       |  |  | William de Vesci |  |  |                  |  |
| Eustace de Vesci                       |                                       |                                            |                                         |  |  |       |  |  | William de Vesci |  |  |                  |  |
|                                        |                                       | Burga de Stuteville                        | Robert de Stuteville                    |  |  |       |  |  |                  |  |  |                  |  |
|                                        |                                       | Burga de Stuteville                        | Robert de Stuteville                    |  |  |       |  |  |                  |  |  |                  |  |
|                                        |                                       | Burga de Stuteville                        | Helwise                                 |  |  |       |  |  |                  |  |  |                  |  |
| William de Vesci                       |                                       | Burga de Stuteville                        |                                         |  |  |       |  |  |                  |  |  |                  |  |
|                                        |                                       | Guglielmo I di Scozia                      | Enrico di Scozia                        |  |  |       |  |  |                  |  |  |                  |  |
|                                        |                                       | Guglielmo I di Scozia                      | Enrico di Scozia                        |  |  |       |  |  |                  |  |  |                  |  |
|                                        |                                       | Guglielmo I di Scozia                      | Ada de Warenne                          |  |  |       |  |  |                  |  |  |                  |  |
| Margherita di Scozia                   |                                       | Guglielmo I di Scozia                      |                                         |  |  |       |  |  |                  |  |  |                  |  |
|                                        |                                       | amante                                     | …                                       |  |  |       |  |  |                  |  |  |                  |  |
|                                        |                                       | amante                                     | …                                       |  |  |       |  |  |                  |  |  |                  |  |
|                                        |                                       | amante                                     | …                                       |  |  |       |  |  |                  |  |  |                  |  |
| William de Vesci                       |                                       | amante                                     |                                         |  |  |       |  |  |                  |  |  |                  |  |
|                                        | William de Ferrers, IV conte di Derby | William de Ferrers, III conte di Derby     |                                         |  |  |       |  |  |                  |  |  |                  |  |
|                                        | William de Ferrers, IV conte di Derby | William de Ferrers, III conte di Derby     |                                         |  |  |       |  |  |                  |  |  |                  |  |
|                                        | William de Ferrers, IV conte di Derby | Sybil de Braose                            |                                         |  |  |       |  |  |                  |  |  |                  |  |
| Guglielmo di Ferrers, V conte di Derby | William de Ferrers, IV conte di Derby |                                            |                                         |  |  |       |  |  |                  |  |  |                  |  |
|                                        |                                       | Agnes de Kevelioc                          | Ugo di Kevelioc                         |  |  |       |  |  |                  |  |  |                  |  |
|                                        |                                       | Agnes de Kevelioc                          | Ugo di Kevelioc                         |  |  |       |  |  |                  |  |  |                  |  |
|                                        |                                       | Agnes de Kevelioc                          | Bertrada de Montfort-l'Amauri           |  |  |       |  |  |                  |  |  |                  |  |
| Agnes de Ferrers                       |                                       | Agnes de Kevelioc                          |                                         |  |  |       |  |  |                  |  |  |                  |  |
|                                        |                                       | Guglielmo il Maresciallo                   | Giovanni il Maresciallo                 |  |  |       |  |  |                  |  |  |                  |  |
|                                        |                                       | Guglielmo il Maresciallo                   | Giovanni il Maresciallo                 |  |  |       |  |  |                  |  |  |                  |  |
|                                        |                                       | Guglielmo il Maresciallo                   | Sibilla di Salisbury                    |  |  |       |  |  |                  |  |  |                  |  |
| Sibyl Marshal                          |                                       | Guglielmo il Maresciallo                   |                                         |  |  |       |  |  |                  |  |  |                  |  |
|                                        |                                       | Isabella di Clare, IV contessa di Pembroke | Riccardo di Clare, II conte di Pembroke |  |  |       |  |  |                  |  |  |                  |  |
|                                        |                                       | Isabella di Clare, IV contessa di Pembroke | Riccardo di Clare, II conte di Pembroke |  |  |       |  |  |                  |  |  |                  |  |
|                                        |                                       | Isabella di Clare, IV contessa di Pembroke | Eva MacMurrough                         |  |  |       |  |  |                  |  |  |                  |  |
|                                        |                                       | Isabella di Clare, IV contessa di Pembroke |                                         |  |  |       |  |  |                  |  |  |                  |  |